# Remigia perversa
Remigia perversa är en fjärilsart som beskrevs av Embrik Strand 1917. Remigia perversa ingår i släktet Remigia och familjen nattflyn. Inga underarter finns listade.